# 浄水錠
浄水錠（じょうすいじょう）は、大日本帝国陸軍で、用水の消毒に用いられた丸剤である。

## 概要
シベリア出兵の際、野戦における給水の煮沸滅菌が困難である場合を考慮して浄水錠（塩素を主とする）を定め、全軍に補給されたのが最初で、1928年ヨードを主薬とする錠剤を使用した。
満州事変において個人携帯用浄水錠として使用されたものは高度晒粉クライトを主薬とし、1箱で水 40ℓ を消毒することができた。
1箱の内容は、甲錠（殺菌薬）1錠中クライト 0.022g を含む、40個。乙錠（中和薬）1錠中無水次亜硫酸ナトリウム 0.1g を含む、40個。丙錠（試験薬）1錠中ヨードデンプンを含む、若干ガラス管（反応試験用）。甲錠1個を紙の間に挟み圧砕して粉末にし、これを水5合（水筒一杯でも可）に混和し、約10分ないし15分後、乙錠（中和薬）1個を加え、振って用いる。消毒が十分であるか否かは、甲錠を入れ、乙錠を入れないうち用水少量をガラス管に採り、丙錠（試験薬）1個を加え、振盪して青色になれば消毒は十分である。もし青色にならないときはさらに甲錠を用水に加える。